# Argyranthemum sundingii
Espèce
Classification phylogénétique
Statut de conservation UICN

 CR  : 
En danger critique
Argyranthemum sundingii est une espèce de plantes à fleurs de la famille des Asteraceae endémique des iles Canaries.

## Galerie de photos

Feuilles
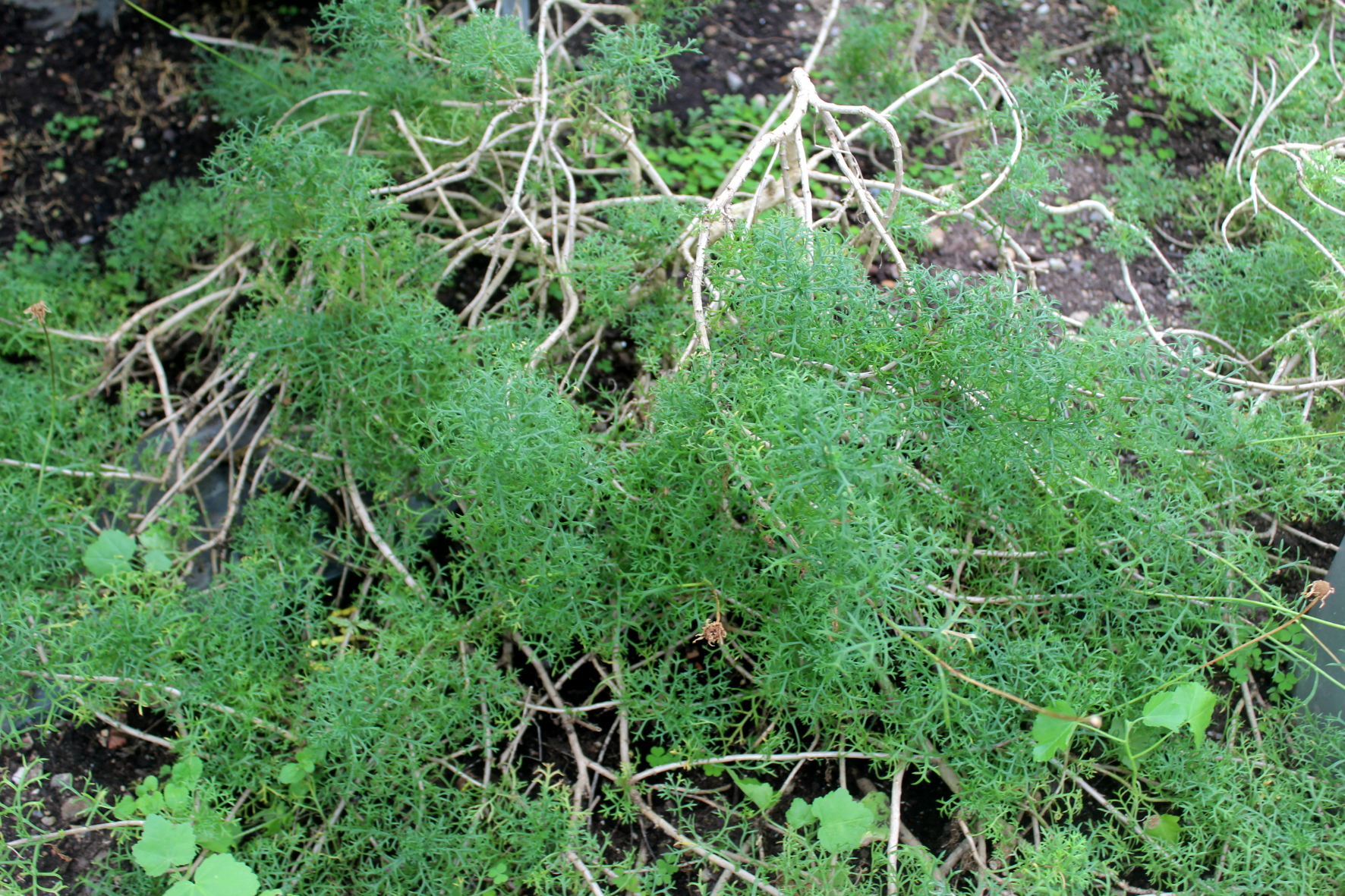
Plant d’Argyranthemum sundingii.
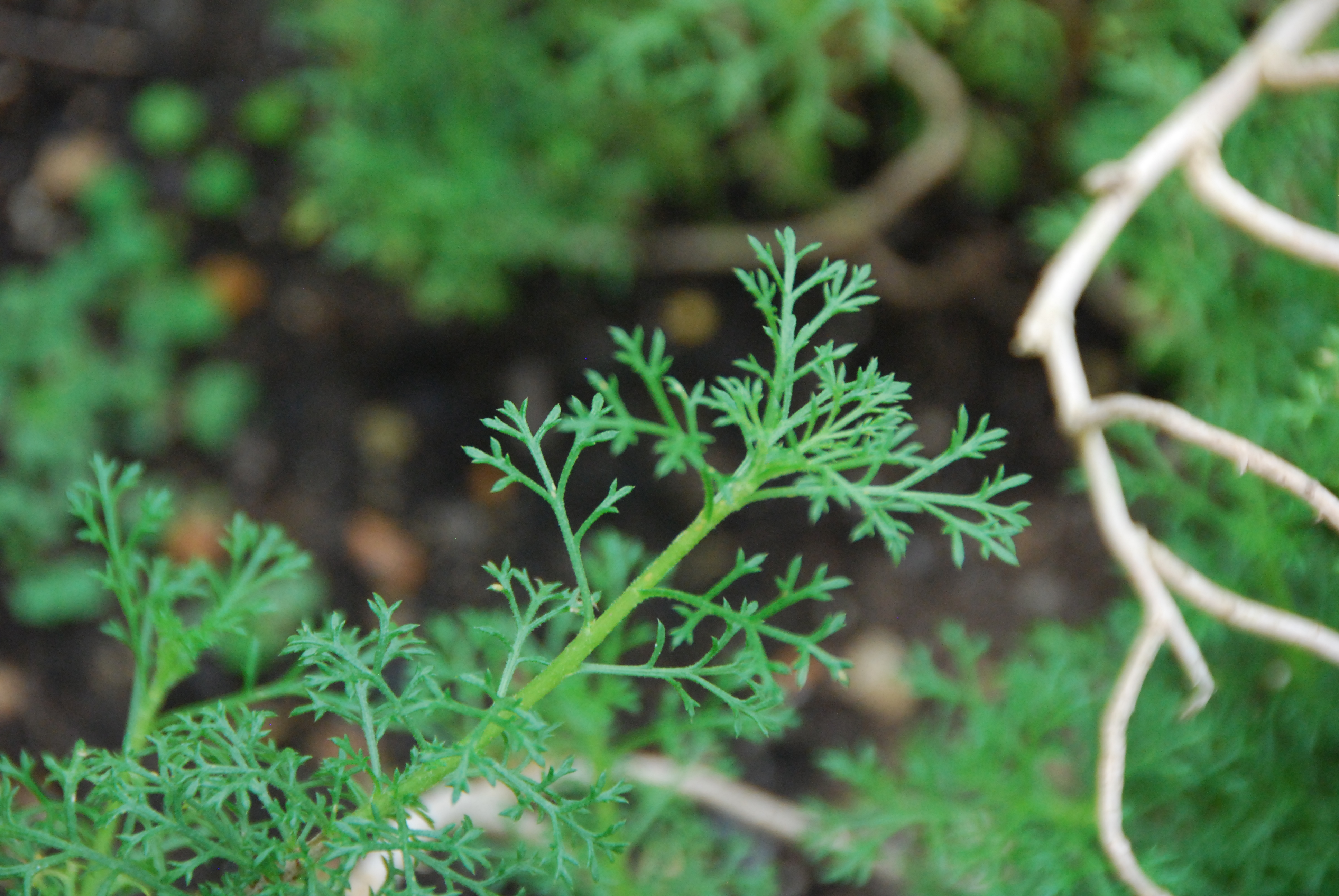
Détail des feuilles.
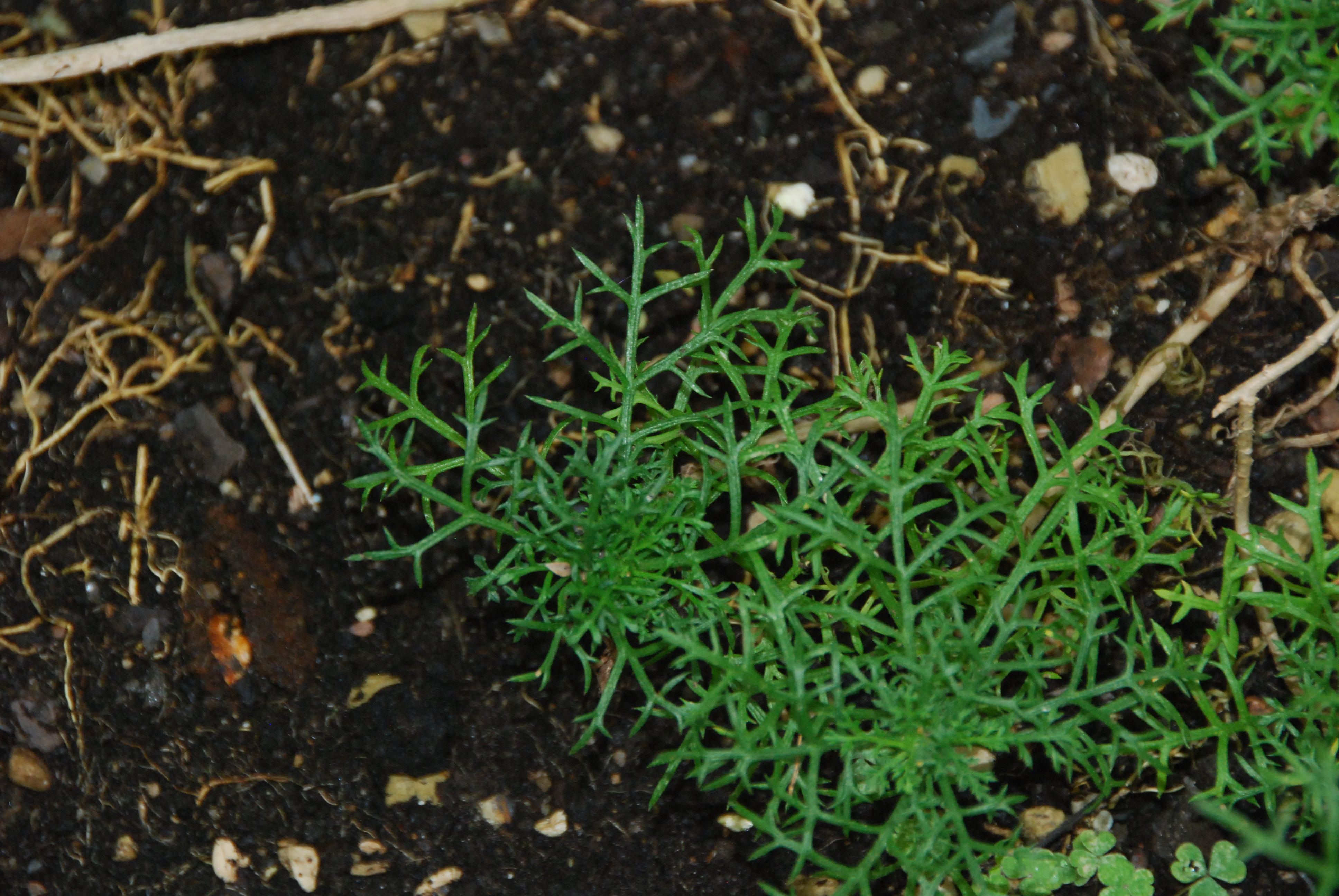
Détail des feuilles.
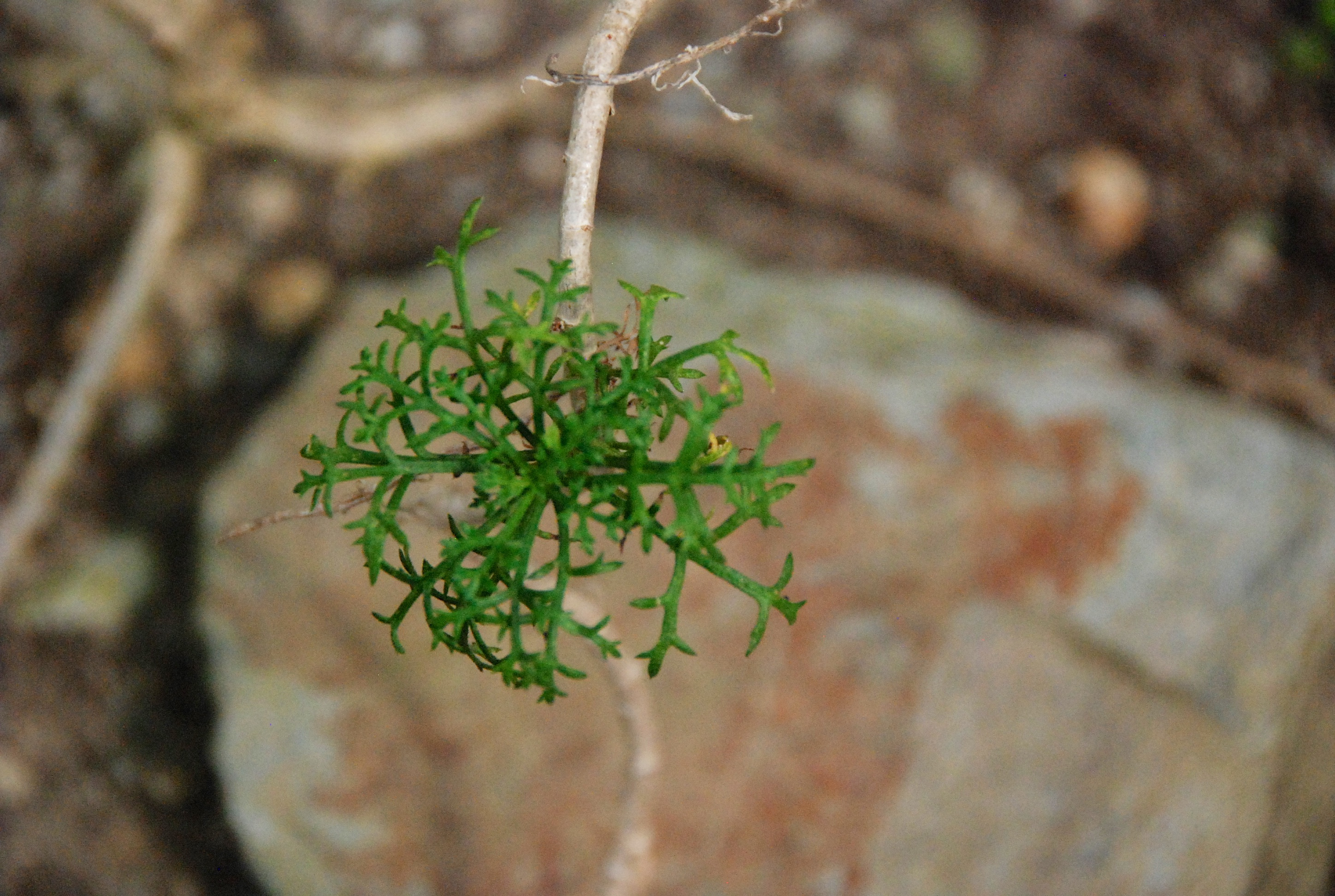
Détail des feuilles.

Fleurs
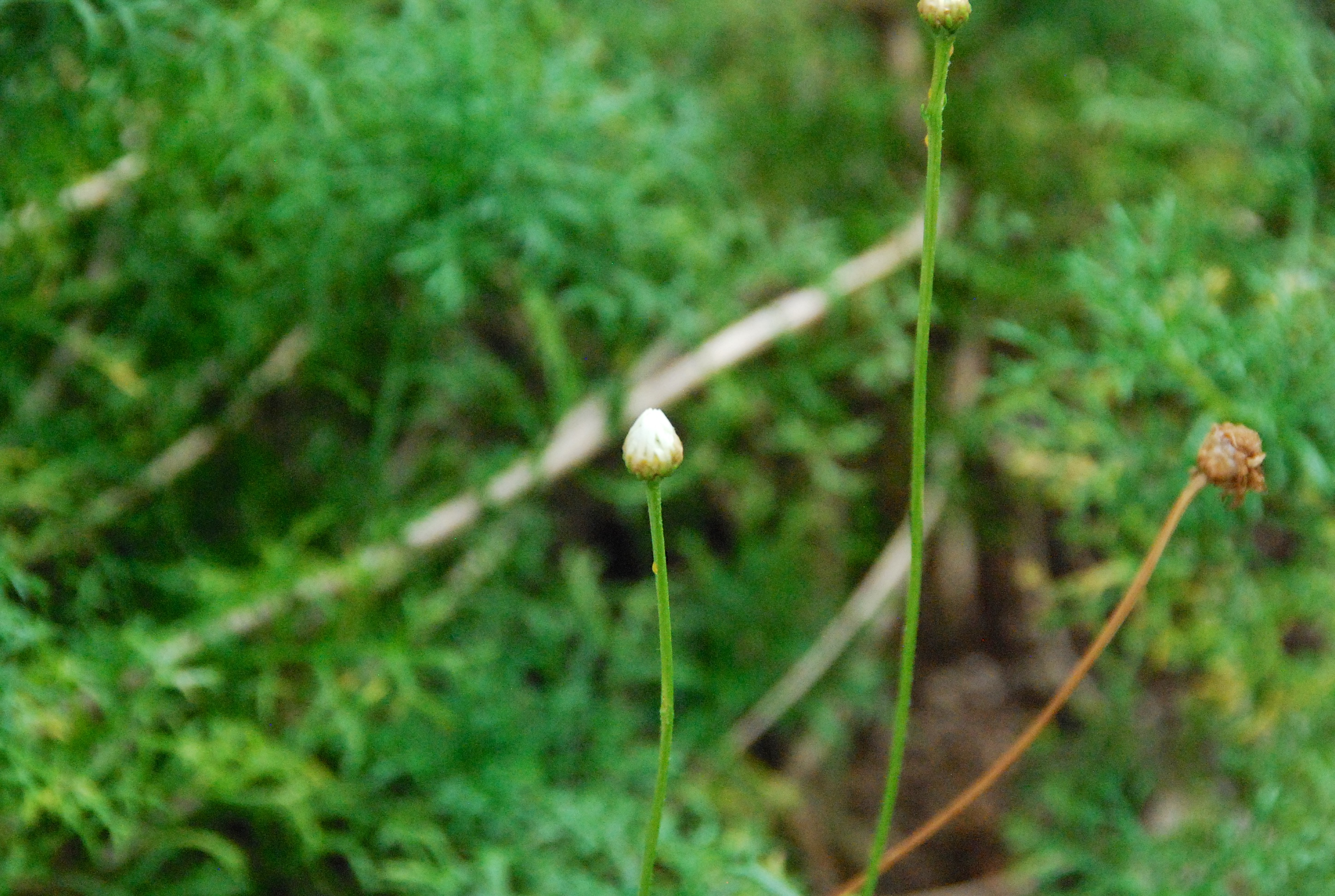
Fleur en bouton.
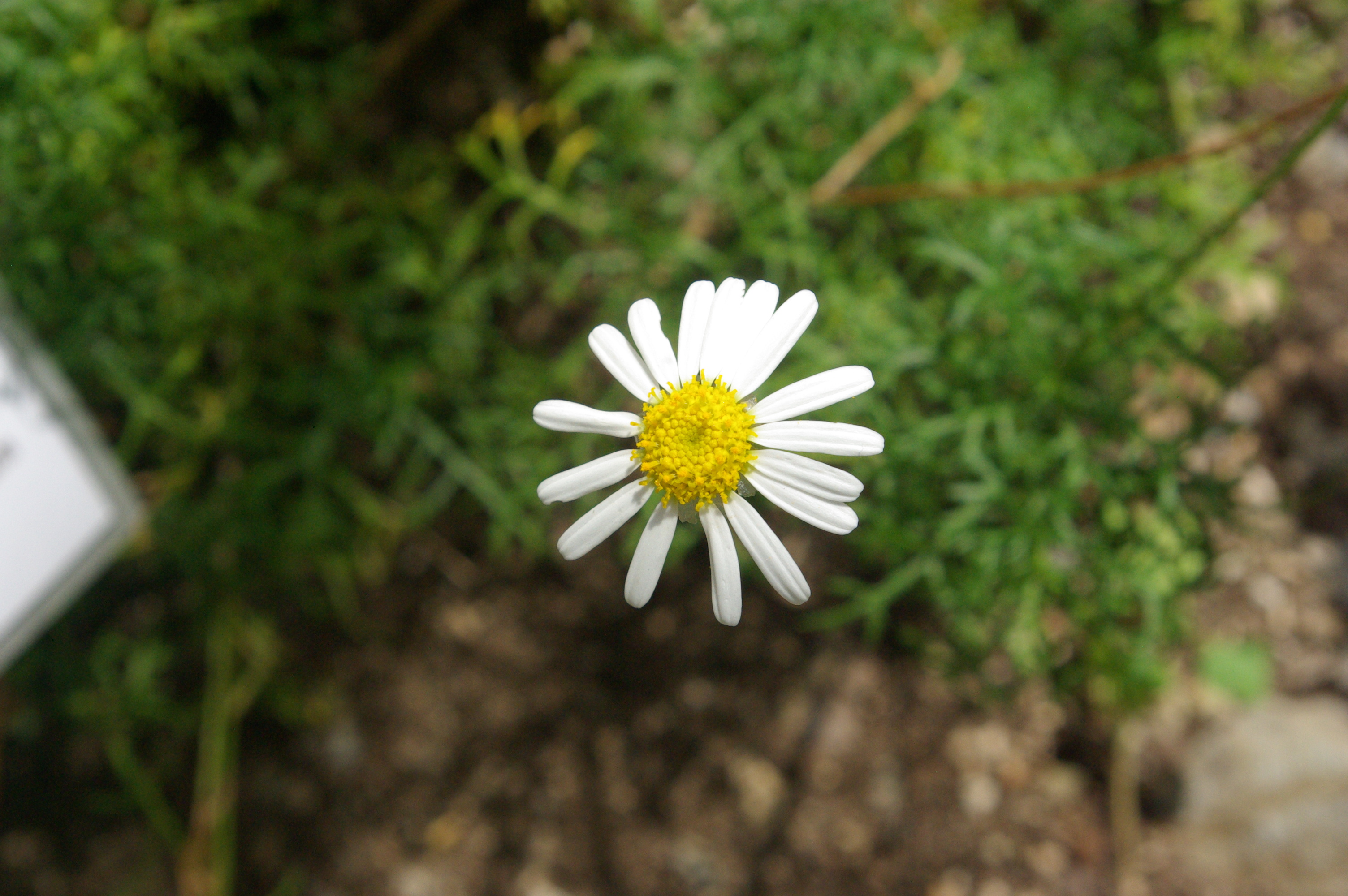
Fleur.
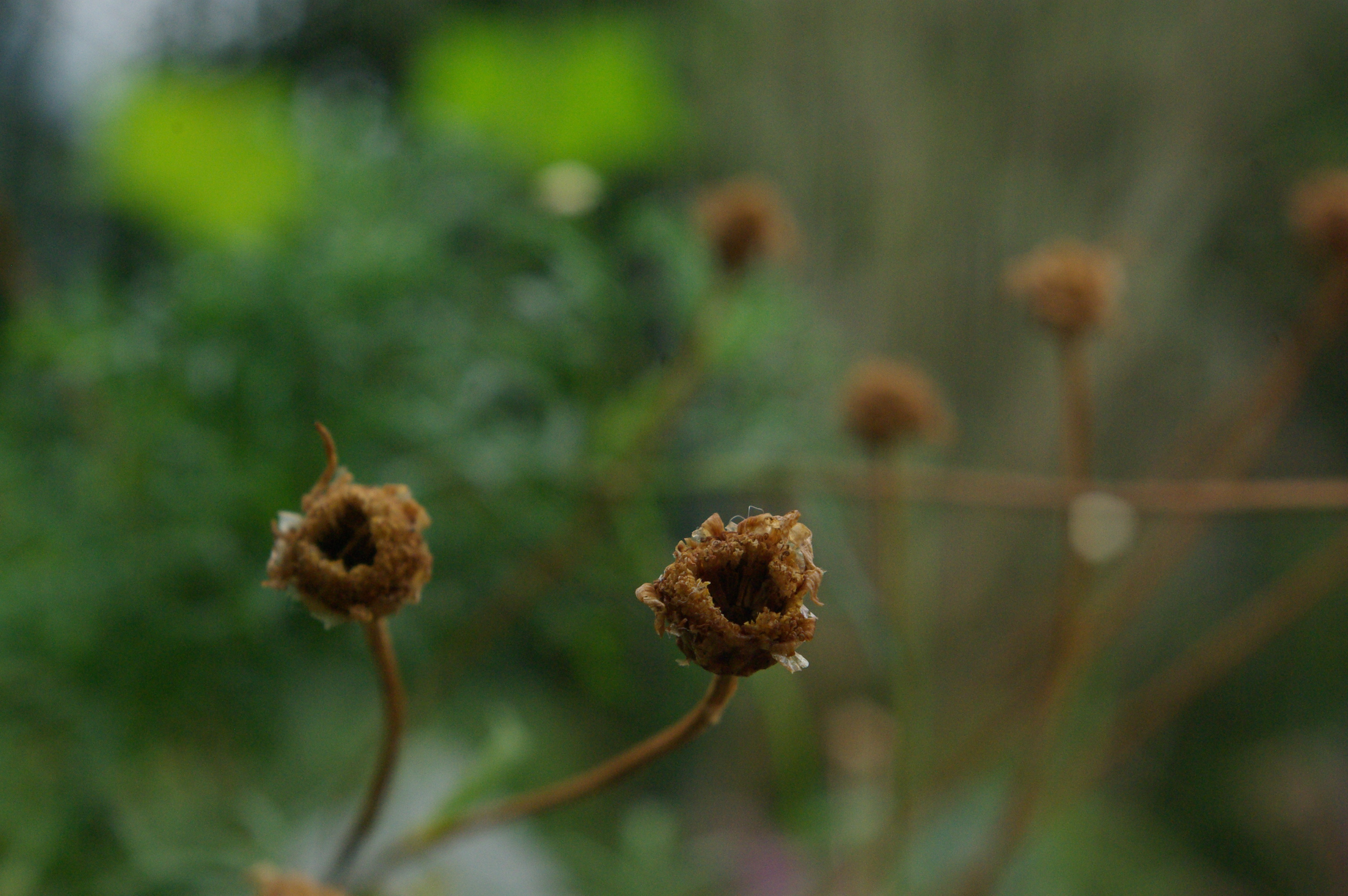
Fleur fanée.